# Grammomys ibeanus
Grammomys ibeanus — вид гризунів родини мишевих (Muridae). Зустрічається в Кенії, Малаві, Південному Судані, Танзанії, Уганді та Замбії. Його природними середовищами існування є субтропічні або тропічні вологі гірські ліси та субтропічні або тропічні високогірні чагарники. Йому загрожує втрата середовища проживання.

## Морфологічна характеристика
Дрібний гризун з довжиною голови й тулуба від 100 до 126 мм, довжиною хвоста від 127 до 203 мм, довжиною лапи від 21 до 26,2 мм, довжиною вух від 16 до 22 мм і вага до 58 грамів. Забарвлення верху й задньої частини ніг темне і тьмяне. Черевні частини білі. Хвіст довший за голову й тулуб.

## Поведінка
Це деревний і нічний вид.